# 荷尔斯泰因公国

荷爾斯泰因在德意志邦聯的位置

荷尔斯泰因公国是欧洲历史上的一个公国，為神圣罗马帝国所屬最北方的一個邦國，它的领土位于今天德国北部的石勒苏益格-荷尔斯泰因州。
荷尔斯泰因公国是1474年诞生的，当时的丹麦国王克里斯蒂安一世同时也是荷尔斯泰因伯爵领地的领主。在他的请求下神圣罗马帝国皇帝腓特烈三世将这个伯爵领地提升为一个公国，而克里斯蒂安一世也就成为了这个公国的第一位公爵了。
此前，在1460年，克里斯蒂安一世就已经在一个条约中规定荷尔斯泰因与石勒苏益格是不可分割的。虽然如此这两个公国的从属并不一样。石勒苏益格是丹麦的领地，而荷尔斯泰因则是神圣罗马帝国的领地。
從1490年至1523年，以及1544年至1773年，公國領土兩度被歐登堡王朝的不同支系所分割，其中最著名的是荷尔斯泰因-格吕克施塔特家族（丹麥王室）及荷尔斯泰因-戈托普家族。公國一直延續至第二次石勒苏益格战争之後，才在1866年被普魯士王國併吞。